# Peterjamesia
Peterjamesia es un género de hongos liquenizados en la familia Roccellaceae.